# Blaesoxipha hertingi
Blaesoxipha hertingi är en tvåvingeart som beskrevs av Yu. G. Verves 1985. Blaesoxipha hertingi ingår i släktet Blaesoxipha och familjen köttflugor.
Artens utbredningsområde är Mongoliet. Inga underarter finns listade i Catalogue of Life.